# Aérodrome de Saumur - Saint-Florent
L’aérodrome de Saumur - Saint-Florent (code IATA : XSU • code OACI : LFOD) est un aérodrome civil, ouvert à la circulation aérienne publique (CAP), situé à 2,5 km à l’ouest de Saumur en Maine-et-Loire (région Pays de la Loire, France).
Il est utilisé pour la pratique d’activités de loisirs et de tourisme (aviation légère, parachutisme et aéromodélisme).

## Histoire

### Débuts de l’aviation à Saumur
La première piste d’aviation mentionnée sur le territoire de la commune de Saint-Hilaire-Saint-Florent est un terrain situé au Breil, prêté par l’armée en 1910 pour permettre la tenue d’un « meeting d’aviation » qui comporte une course de vitesse entre Angers et Saumur. Jules Amiot, maire de Saint-Hilaire Saint-Florent, est un des supporters énergiques de l’entreprise. 
L’organisation du premier Grand Prix d’Aviation de l’Aéro-Club de France (juin 1912 ), qui prévoit une étape à Breil, nécessite l’aménagement d’un terrain dont le plan est établi par V.-P. Brunel et Henri Jamard. Roland Garros, Georges Legagneux participent à l’événement. 
L’armée s’intéresse au développement de l’aviation et propose une station d’atterrissage à Terrefort que le conseil municipal de Saumur écarte en 1913. En juillet 1914, c’est donc sur le terrain du Breil que se déroule encore un spectacle aérien au cours duquel Legagneux trouve la mort.

## Installations
L’aérodrome dispose d’une piste bitumée orientée est-ouest (10/28), longue de 1 450 mètres et large de 30.
L’aérodrome n’est pas contrôlé. Les communications s’effectuent en auto-information sur la fréquence de 120,605 MHz.
S’y ajoutent :
- une aire de stationnement ;
- des hangars ;
- une station d’avitaillement en carburant (100LL)[4].

## Activités
- Saumur Air Club, Aéroclub, https://www.saumur-airclub.aero/ Association de type 1901, l'aéroclub de Saumur, créée le 19 juin 1931 sous le nom de "Ligue aéronautique de Saumur" est dirigée par un bureau. Actuellement, elle porte le nom de Saumur Air Club. Le Club offre des activités de Vols Découverte et une École de pilotage.
- Centre école de parachutisme, http://www.saumur-parachutisme.com/       Le CERPS de Saumur est une association régie par la loi de 1901 déclarée à la Préfecture de Maine et Loire le 19 mai 1978 sous le no 02617. Le C.E.R.P.S. de Saumur est agréé par l’arrêté du Ministère de la Jeunesse et des Sports no 49 S 272 et affilié à la Fédération Française de Parachutisme sous le no 4901. C’est une école labellisée.  Le C.E.R.P.S. de Saumur est avant tout une école de parachutisme ouverte aux néophytes désireux de découvrir ce sport. Mais le centre propose également aux pratiquants occasionnels ou réguliers un suivi dans leurs progressions.  C’est aussi un centre de perfectionnement tourné vers la pratique de la compétition dans différentes disciplines et notamment le voile contact et le vol relatif.
- Vol à voile Saumur
- Saumur Air Moustique ULM
- Hélios
- Aéromodélisme (cmrs-saumur.com)
- FLY VINTAGE (www.flyvintage.fr) Société privée à but lucratif qui propose des vols de découverte et des vols d'initiation avec un ancien pilote de chasse et présentateur en vol de l'Alpha Jet avec une réplique d'un Piper J3 CUB. C'est également une école de pilotage.